# Giovanni Tacci Porcelli
Giovanni Tacci Porcelli (12 de novembro de 1863 — 30 de junho de 1928) foi cardeal italiano da Igreja Católica Romana que serviu como secretário da Congregação para as Igrejas Orientais de 1922 a 1927, e foi elevado ao cardeal em 1921.

## Biografia
Tacci Porcelli nasceu em Mogliano, Estados Papais, de uma família nobre. Filho do professor Luigi Tacci e sua esposa Maria Monti Guarnieri. Recebeu a Confirmação em 22 de dezembro de 1871, estudou no seminário de Tolentino, no Pontifício Seminário Romano (de onde obteve seus doutorados em teologia e in utroque iure em direito canônico e civil) e na Pontifícia Academia Eclesiástica.
Ordenado ao sacerdócio em 19 de setembro de 1886, em Fermo, e incardinado na arquidiocese. Tacci Porcelli, em seguida, fez trabalho pastoral em Fermo e Roma até 1895, e mais tarde foi elevado ao posto de camareiro particular de Sua Santidade. Ele também serviu como decano da Pontifícia Academia Eclesiástica, membro da Comissão de Escolas Pontifícias, e eclesiasticus de vários mosteiros.
Em 18 de março de 1895, foi nomeado bispo de Città della Pieve pelo Papa Leão XIII. Ele recebeu sua consagração episcopal no dia 5 de maio do cardeal e arcebispo de Fermo, Amilcare Malagola, na Catedral de Fermo, com Luigi Bonetti, bispo de Montalto, e Roberto Papiri, bispo de Macerata e Tolentino, servindo como co-consagradores.
Mais tarde, foi nomeado Delegado Apostólico emConstantinopla para os católicos de rito oriental e Vigário Patriarcal para os católicos de rito latino em 19 de dezembro de 1904. Promovido a Arcebispo Titular de Niceia em 10 de março de 1905, mantendo a administração da diocese de Città della Pieve ad beneplacitum de Sua Santidade e da Sé Apostólica.
Depois, Arcebispo Tacci foi nomeado Núncio para a Bélgica (31 de dezembro de 1907) e Internúncio na Holanda (18 de março de 1911).
O Papa Bento XV o nomeou Prefeito da Casa Pontifícia em 8 de dezembro de 1916 e depois Prefeito do Palácio Apostólico, a 30 de outubro de 1918.
Foi criado Cardeal-presbítero pelo Papa Bento XV no consistório de 13 de junho de 1921; recebeu o barrete e o título de Santa Maria além do Tibre em 16 de junho. Atribuído às Sagradas Congregações do Concílio, Cerimonial, Assuntos Eclesiásticos Extraordinários, Igreja Oriental (16 de junho de 1921) e Propaganda Fide (18 de setembro de 1922). Protetor das Irmãs das Escolas Cristãs da Misericórdia de Saint-Sauveur-le-Vicomte (5 de julho de 1921); das Irmãs da Educação Cristã (14 de julho de 1921); das Irmãs da Providência de Portieux (8 de agosto de 1921); e das Pias Mães de Ovada (20 de abril de 1923). Legado papal à celebração do bicentenário da coroação de Nossa Senhora da Misericórdia, Macerata, 4 de setembro de 1921.
Foi um dos cardeais eleitores que participaram do conclave de 1922, que selecionou o Papa Pio XI. relatórios errados de Roma afirmavam que o próprio Tacci havia sido eleito pelo Sacred College .  Ele foi nomeado Secretário da Congregação para as Igrejas Orientais, de 8 de agosto de 1922 a 29 de janeiro de 1927. Em 10 de setembro de 1922, ele e Vittorio Amedeo Ranuzzi de 'Bianchi tornaram-se os primeiros cardeais a voar. Legado papal na celebração em honra de Sainte-Marie-Madeleine Postel, Saint-Sauveur-le-Vicomte, Coutances, 22 de julho de 1925.
Morreu em Roma aos 64 anos e está enterrado no cemitério de Campo di Verano.